# Zenana

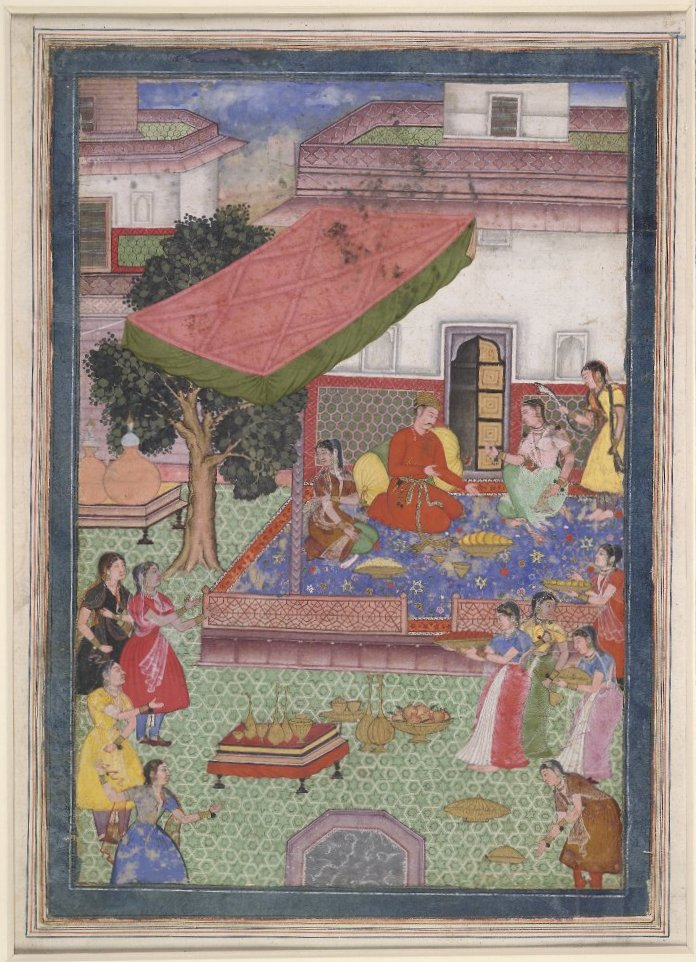
Een prins bezoekt de zenana. De prins zit met drie vrouwen onder een paviljoen, terwijl negen andere vrouwen fruit en giften aandragen. Miniatuurschildering, Mogolstijl, uit de Razamnamah, rond 1590.

Een zenana (Perzisch: زنانه, zanānah; Urdu: زنانہ, zanānah; Hindi: ज़नाना, zanānā) is in de traditionele Zuid-Aziatische (Indiase) maatschappij het gedeelte van een huis dat gereserveerd is voor vrouwen, vergelijkbaar met de harem in het Midden-Oosten. De zenana vormde meestal het binnenste gedeelte van het huis, dat gescheiden was van het zogenaamde "mardana", het mannenverblijf waar gasten ontvangen werden.
De strikte scheiding van mannen en vrouwen is typisch voor de cultuur van Zuid-Azië en komt zowel bij moslims als hindoes voor. In de Zuid-Aziatische cultuur, met name onder de hogere klassen of kasten, speelt het begrip "purdah" (letterlijk: "sluier") een belangrijke rol in het leven van de vrouw. Purdah is een vorm van eer of reinheid, die geschonden wordt wanneer de vrouw openbaar zichtbaar is. Naast de scheiding van de seksen, uit purdah zich ook in het dragen van gezichtbedekkende sluiers wanneer vrouwen zich in de openbare ruimte begeven. In de zenana konden de vrouwen ongesluierd blijven.
De zenana kon gescheiden worden van de mardana door muren waarin met jali's afgedekte openingen de vrouwen de mogelijkheid gaf de mannen gade te slaan zonder zelf gezien te worden. Ramen die uitzagen over de straat waren op dezelfde manier tegen inkijk van buitenaf afgeschermd.